# 時空戰場
《時空戰場》是一款大型多人線上角色扮演遊戲。由南韓Moya開發，在臺灣由華義國際代理。

## 營運史

### 臺灣
- 2002年4月15日，開始公開測試。
- 2003年6月13日，推出時空戰場3.0晶體誘惑（Renewal 3.0）改版。
- 2007年5月30日，變更為免費制並關閉註冊、包月的網頁機制。
- 2007年7月4日，關閉網頁及伺服器。

## 外部連結
- https://web.archive.org/web/20110612191735/http://www.wayi.com.tw/renewal/